# Mlađan Janović
Mlađan Janović (Kotor, 1984. június 14. –) (montenegrói cirill átírással: Млађан Јановић) kétszeres olimpiai 4. helyezett (2008, 2012), világbajnoki ezüstérmes (2013) és Európa-bajnok (2008) montenegrói vízilabdázó, a Galatasaray Isztambul játékosa. Bátyja, Nikola Janović szintén sikeres vízilabdázó.

## Magánélete
190 centiméter magas és 93 kilogramm testsúlyú.
Élettársa Jelena Janković profi szerb teniszező, akivel a 2008. évi nyári olimpiai játékokon, Pekingben ismerkedett meg.